# Machov
Machov (en allemand : Machau) est un bourg (městys) du district de Náchod, dans la région de Hradec Králové, en Tchéquie. Sa population s'élevait à 1 092 habitants en 2020.

## Géographie
Machov se trouve à 13 km au nord-est de Náchod, à 123 km au nord-ouest d'Olomouc et à 140 km à l'est-nord-est de Prague.
La commune est limitée par Police nad Metují et Suchý Důl au nord, par Božanov au nord-est, par la Pologne à l'est et au sud, et par Vysoká Srbská et Bezděkov nad Metují à l'ouest.

## Histoire
La première mention écrite de la localité date de 1354. Elle a le statut de městys depuis le 10 octobre 2006.

## Administration
La commune se compose de quatre quartiers :
- Machov
- Bělý
- Machovská Lhota
- Nízká Srbská